# Stanley Park Stadium
Stanley Park Stadium was de voorgestelde titel van het geplande voetbalstadion dat in Stanley Park, Liverpool, Engeland moest worden gebouwd. Het stadion zou plaats gaan bieden aan 61.000 toeschouwers en de vaste bespeler werd Liverpool FC.

## Algemeen

### Plannen
De plannen werden in werking gesteld door Liverpool FC om zijn stadion Anfield Road te vervangen en werden voor het eerst aangekondigd in mei 2002. In het begin werd de capaciteit vastgesteld op 55.000, maar deze werd later bijgesteld naar 61.000.
Achttien maanden eerder had de club eerst zijn bedoeling aangekondigd om een nieuw stadion te bouwen met een capaciteit van 70.000 zitplaatsen. Het stadion zou £200 miljoen moeten kosten en zou volgens plan in het seizoen 2004-2005 klaar zijn. De lokale raad stelde voor dat Liverpool het stadion zou delen met aartsrivaal Everton FC. Dit voorstel werd echter direct van tafel geveegd. Als de grond moest worden gedeeld, dan zou dat niet goed zijn gegaan met de fans van beide clubs. De naam Stanley Park Stadium was gekozen als een soort neutrale naam, zodat Liverpool FC en Everton FC het stadion konden delen. Liverpool prefereert echter de naam New Anfield, wanneer het hun ‘eigen’ stadion is.
Eind juli presenteerde de club de definitieve plannen. Die wijken behoorlijk af van het originele ontwerp: op verzoek van de nieuwe clubeigenaren kreeg het ontwerp veel meer een Engelse stijl (met vier aparte tribunes, in plaats van een ovaalvormig stadion zoals het nieuwe Arsenal-stadion). Ook is de beoogde capaciteit veel groter. De basiscapaciteit is 60.000, omdat de gemeente voor dat aantal toeschouwers al de benodigde vergunningen gaf en de bouw dus snel kan starten. Maar tijdens de bouw kan, mits er een fatsoenlijk verkeersplan komt, de capaciteit omhoog geschroefd worden tot bijna tachtigduizend. Exacte aantallen wilde de club nog niet noemen.

### Goedkeuring
De plannen, gemaakt in februari 2005, moesten door de gemeenteraad van Liverpool, na 12 maanden, voor de tweede keer worden goedgekeurd. Er moest worden gekeken of het stadion aan de voorgestelde planningsvorderingen voldeed.
Op 11 april 2006 werd gemeld dat de plannen waren goedgekeurd zonder ook maar één wijziging toe te passen.
Op 8 september 2006 kreeg Liverpool FC groen licht van de gemeenteraad voor de ontwikkeling van een nieuw stadion met een capaciteit van 61.000 plaatsen. Bovendien kreeg Liverpool de garantie dat het voor 999 jaar de eigenaar is.

### Geen doorgang
Op 15 oktober 2012 werd bekend dat Liverpool FC heeft besloten het ambitieuze project af te blazen. De voetbalclub gaat het huidige stadion Anfield renoveren en uitbreiden.

## Uiterlijk
Het uiterlijk van het stadion zal voetbal én Liverpool FC uitademen. De stoeltjes zullen allemaal rood gekleurd zijn, wat natuurlijk het verband met Liverpool FC is. Het dak zal wit worden en een golvende vorm hebben. Bovendien zorgt het dak ervoor dat alle 61.000 plaatsen overdekt zijn.
Naast deze luxe zijn de tribunes dicht op het veld gebouwd, wat voor meer sfeer zorgt. Dit is de traditionele Engelse stijl op het gebied van voetbalstadions.